# Micomitra stupida
Micomitra stupida är en tvåvingeart som först beskrevs av Rossi 1790.  Micomitra stupida ingår i släktet Micomitra och familjen svävflugor. Arten har ej påträffats i Sverige. Inga underarter finns listade i Catalogue of Life.